# Lichenopyrenis
Lichenopyrenis is een monotypisch geslacht van schimmels behorend tot de familie Pleomassariaceae. De typesoort is Lichenopyrenis galligena.